# Revamped
Revamped es el primer álbum recopilatorio de la cantante y compositora estadounidense Demi Lovato. Incluye la regrabación de diez de los mayores éxitos de la carrera de la artista, ahora en una versión rock que define el actual sonido de la artista.
Fue anunciado el 14 de julio de 2023 por Lovato en sus redes sociales y fue lanzado el 15 de septiembre del mismo año.
El álbum ha estado precedido por los sencillos Heart Attack - Rock Version, Cool for the Summer - Rock Version y Sorry Not Sorry - Rock Version, este último contó con la participación de la leyenda del rock Slash.

## Antecedentes
Después de celebrar el "funeral de su música pop" Demi Lovato lanzó Holy Fvck, el álbum donde se re encontró con los sonidos con los que inició su carrera, y los que la inspiran a hacer música. Luego de finalizar su gira Holy Fvck Tour en la que además de interpretar las canciones de su último álbum, versionó sus más grandes éxitos pop con sonidos rock, títulos como Heart Attack, Sorry Not Sorry, Confident y Cool for the Summer fueron pensados para encajar con la nueva imagen y música de la artista.

## Escritura y Producción
Todas las canciones de Revamped tendrán la letra original previamente lanzada a excepción de:
- Cool for the Summer: La frase "Don't Tell your Mother", fue reemplazada por "Go Tell your Mother."[5]
- Tell Me You Love Me: Antes de la letra del coro, “No, you ain’t nobody ‘till you got somebody” Lovato canta, "They say you ain’t nobody ‘till you got somebody".[4]

## Lanzamiento y promoción

### Sencillos

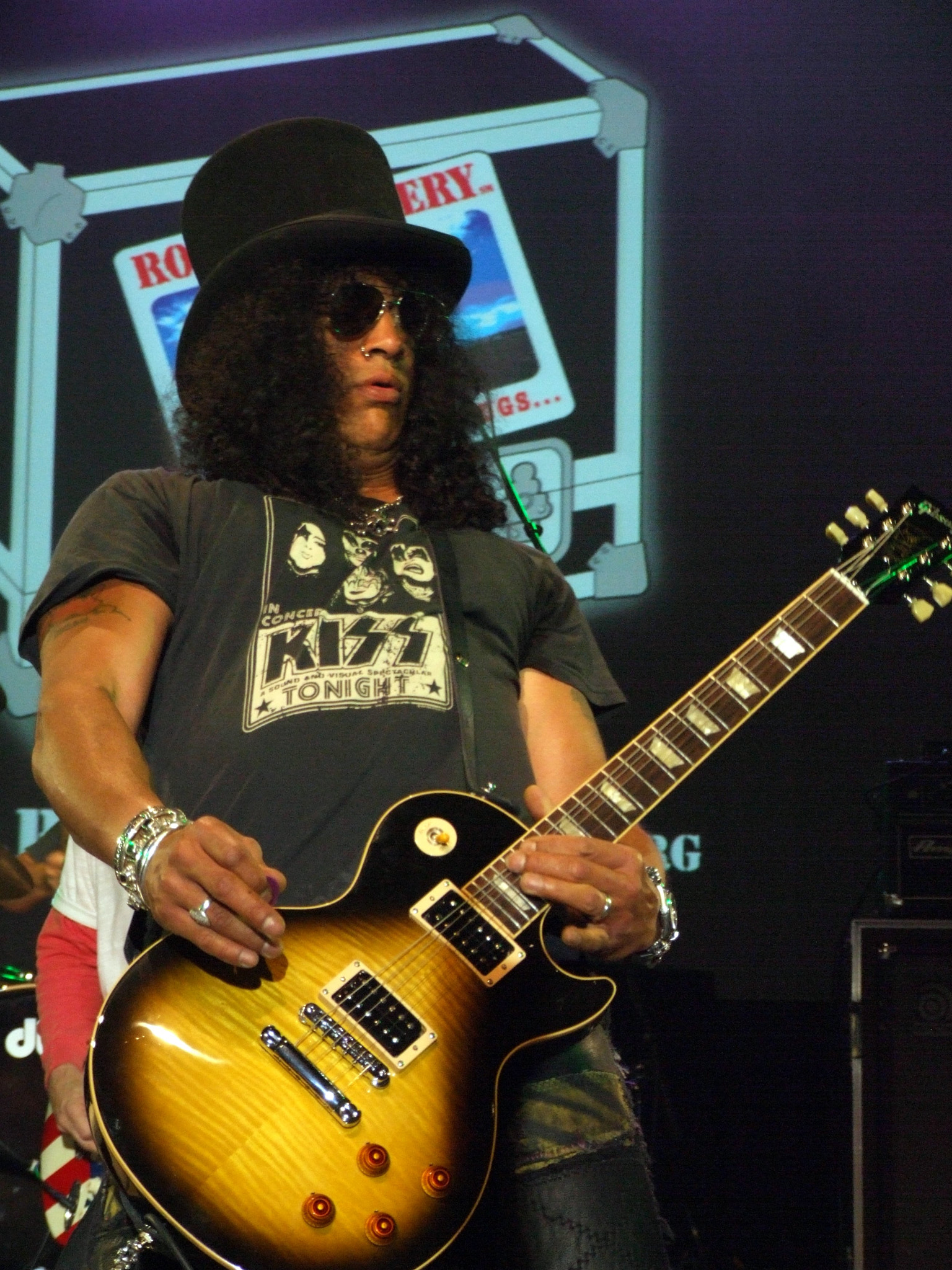
Slash (en la foto) participó en el tercer sencillos "Sorry Not Sorry (versión rock).

Cuatro sencillos precedieron a Revamped. Lovato lanzó el primero, "Heart Attack (Rock Version)", el 24 de marzo de 2023, con motivo del décimo aniversario de la canción. Consta de "un ritmo de batería pesado y guitarra eléctrica", y "tambores de estilo punk y una línea de fondo arenosa". El segundo sencillo, "Cool for the Summer (versión rock)", fue lanzado el 25 de mayo del mismo año, anunciado a través de las redes sociales el 18 de mayo. Tras el lanzamiento de la canción, Starr Bowenbank escribió para Billboard que la versión rock "cambia los sintetizadores poppy y la instrumentación uptempo de la original por un sonido más oscuro respaldado por guitarras eléctricas y una letra más dura de Lovato". La tercera, "Sorry Not Sorry (rock version)", que contó con un solo de guitarra del músico británico-estadounidense Slash, se publicó el 14 de julio. La versión actualizada de la canción ofrece "nuevas y potentes voces" y una nueva producción de Warren "Oak" Felder, Keith "Ten4" Sorrells y Alex Niceforo. El cuarto sencillo, "Confident (rock version)", fue lanzado el 18 de agosto. La canción fue anunciada como parte del track-list tres días antes de su lanzamiento.

### Actuaciones en directo
En los 2023 MTV Video Music Awards, Lovato interpretó un popurrí de las remezclas de "Heart Attack", "Sorry Not Sorry" y "Cool for the Summer". También actuó en varios festivales, como el Philadelphia Welcome America Festival, Wonderbus Music & Arts Festival, y The Town Festival.

## Recepción Crítica
Forbes dijo que regrabar sus canciones como "himnos del rock" es una "brillante jugada comercial", y afirmó que "la decisión de Lovato exhibe su versatilidad artística y demuestra su voluntad de evolucionar como artista. " El crítico de Vulture Jason P. Frank dijo que volver a grabar sus canciones se debe al "inconmensurable" impacto cultural de Taylor Swift. Stephen Daw de Billboard describió Revamped como "el trabajo de una artista que retoma la narrativa de sus años de estrellato pop, y es una delicia estridente de escuchar". En una crítica positiva,  Mike Dewald de Riff Magazine citó "Give Your Heart a Break" y "Neon Lights" como destacadas, diciendo que esta última "captura la energía de la original pero la lleva a otro nivel con expresivos patrones de batería añadidos a la mezcla".

## Lista de canciones
| Revamped |                                                                                 | |                                                       |          |  |
| N.º      | Título                                                                          | Escritor(es)                                                                                          | Productor(es)                                         | Duración |  |
| 1.       | «Heart Attack» (del álbum Demi)                                                 | Demi Lovato, Mitch Allan, Jason Evigan, Sean Douglas y Nikki Williams                                 | Oak Felder, Alex Niceforo, Keith Sorrells, Allan      | 3:59     |  |
| 2.       | «Confident» (del álbum Confident)                                               | Lovato, Max Martin, Ilya Salmanzadeh y Savan Kotecha                                                  | Felder, Niceforo, Sorrells                            | 3:25     |  |
| 3.       | «Sorry not Sorry» (con Slash - del álbum Tell Me You Love Me)                   | Lovato, Sean Douglas, Warren «Oak» Felder, «Downtown» Trevor Brown, Zaire «Koalo» Simmons, Lee Sojung | Felder, Niceforo, Sorrells, Trevor Brown, Zaire Koalo | 3:34     |  |
| 4.       | «Cool for the Summer» (del álbum Confident)                                     | Lovato, Max Martin, Ali Payami, Alexander Kronlund y Savan Kotecha                                    | Felder, Niceforo, Sorrells                            | 3:32     |  |
| 5.       | «Tell Me You Love Me» (del álbum Tell Me You Love Me)                           | John Hill, Kirby Lauryen, Ajay Bhattacharya                                                           | Felder, Niceforo, Sorrells                            | 3:56     |  |
| 6.       | «Neon Lights» (con The Maine - del álbum Demi)                                  | Lovato, Mario Marchetti, Noel Zancanella, Ryan Tedder y Tiffany Vartanyan                             | Felder, Niceforo, Sorrells, Chopsticks                | 3:53     |  |
| 7.       | «Skyscraper» (del álbum Unbroken)                                               | Toby Gad, Kerli Kõiv y Lindy Robbins                                                                  | Felder, Niceforo, Sorrells, Oscar Linnander           | 3:42     |  |
| 8.       | «La La Land» (con Nita Strauss - del álbum Don't Forget)                        | Lovato, Nick Jonas, Joe Jonas, Kevin Jonas II                                                         | Felder, Niceforo, Sorrells                            | 3:16     |  |
| 9.       | «Give your Heart a Break» (con Bert McCracken de The Used - del álbum Unbroken) | Josh Alexander y Billy Steinberg                                                                      | Felder, Niceforo, Sorrells, John Fedelman             | 3:25     |  |
| 10.      | «Don't Forget» (del álbum Don't Forget)                                         | Lovato, Nick Jonas, Joe Jonas, Kevin Jonas II                                                         | Felder, Niceforo, Sorrells                            | 3:43     |  |
| 35:49    |                                                                                 | |                                                       |          |  |

Notas:
Todas las canciones son renombradas con el subtítulo "Rock Version".

## Créditos y Personal
Créditos adaptados de las notas de Revamped.
- Demi Lovato - voz principal, escritor (1-4, 6-8, 10)
- Mitch Allan - escritor (1), coproductor (1), guitarra (1), coros (1)
- Jason Evigan - escritor (1)
- Sean Douglas - escritor (1, 3)
- Nikki Williams - escritor (1)
- Aaron Phillips - escritor (1)
- Oak Felder - productor, programador (1, 3), teclados (2-10), escritor (3), bajo (3), ingeniero de grabación (4)
- Alex Nice - coproductor, programador (1-3, 5-10), teclados (3), percusión (4), cuerdas (4), guitarra (8-10)
- Keith "Ten4" Sorrells - coproductor, programador (1, 4), mezclador, guitarra, batería, bajo (2-10)
- Oscar Linnander - grabación, coproductor (7), programador (7), bajo (7), teclados (7)
- Max Martin - guionista (2, 4)
- Savan Kotecha - escritor (2, 4)
- Ilya Salmanzadeh - escritor (2)
- Trevor Brown - guionista (3), coproductor (3), guitarra (3)
- William Zaire Simmons - guionista (3)
- Zaire Koalo - coproductor (3), percusión (3)
- Slash (músico)|Slash]] - guitarra (3)
- Alexander Erik Kronlund - escritor (4)
- Ali Payami - escritor (4)
- John Hill - escritor (5)
- Ajay Bhattacharyya - escritor (5)
- Kirby Dockery - guionista (5)
- Mario Marchetti - escritor (6)
- Tiffany Vartanyan - guionista (6)
- Ryan Tedder - escritor (6)
- Noel Zancanella - guionista (6)
- Chopsticks - coproductor (6), programador (6), guitarra (6, 7)
- Toby Gad - guionista (7)
- Lindy Robbins - guionista (7)
- Kerli Köiv - guionista (7)
- Kevin Jonas - escritor (8, 10)
- Nick Jonas - guionista (8, 10)
- Joe Jonas - escritor (8, 10)
- Nita Strauss - guitarra (8)
- Joshua Alexander - escritor (9)
- William Steinberg - escritor (9)
- John Feidmann - coproductor (9)

## Charts
| Chart (2023)                            | Peak position |
| --------------------------------------- | ------------- |
| Bélgica (Ultratop flamenca)             | 20            |
| Bélgica (Ultratop valona)               | 71            |
| Francia (SNEP)                          | 120           |
| Escocia (Scottish Albums Chart)         | 14            |
| España (PROMUSICAE)                     | 27            |
| Reino Unido (UK Albums Chart)           | 59            |
| Estados Unidos (Billboard 200)          | 60            |
| Estados Unidos (Top Alternative Albums) | 8             |
| Estados Unidos (Top Rock Albums)        | 10            |

## Historial de Lanzamiento
| Región | Fecha                    | Formato(s)                          | Discográfica | Ref.   |
| ------ | ------------------------ | ----------------------------------- | ------------ | ------ |
| Varios | 15 de septiembre de 2023 | CD, descarga digital, streaming, LP | Island       | [ 33 ] |